# Colias chlorocoma
Colias chlorocoma is een vlindersoort uit de familie van de Pieridae (witjes), onderfamilie Coliadinae.
Colias chlorocoma werd in 1888 beschreven door Christoph.